# هانس نویمایر
هانس نویمایر (انگلیسی: Hans Neumayer؛ زادهٔ ۱۰ ژانویهٔ ۱۹۵۶) دوچرخه‌سوار اهل آلمان است.